# Ponto Final
Ponto Final é uma série de televisão brasileira no formato sitcom e do gênero comédia, criada por Rodrigo Sant'Anna e produzida pela Suburbanos Produções para a Netflix. É estrelada por Rodrigo Sant'Anna, Roberta Rodrigues, Nany People e Polly Marinho. Foi lançada em 17 de janeiro de 2024.

## Premissa
Um ex-casal divorciado que compartilha o mesmo espaço doméstico se vê obrigado a enfrentar os desafios cotidianos enquanto desempenham suas funções como motoristas em um terminal de ônibus no Rio de Janeiro. Sandra (Roberta Rodrigues) conduz um coletivo, enquanto Ivan (Rodrigo Sant'Anna) opera uma van clandestina.

## Elenco
- Rodrigo Sant'Anna como Ivan
- Roberta Rodrigues como Sandra
- Nany People como Alê
- Polly Marinho como Marta
- Faiska Alves como Ivandro
- Tuca Andrada como Robson
- Thaynara OG como Rejane
- Thardelly Lima como Miguê
- Bia Guedes como Luciana
- Vittor Fernando como Doutor Maurício
- Maria do Carmo Soares como Dona Ivonete

### Participações especiais
| Lista de participações especiais | Lista de participações especiais |
| 1º Temporada                     | 1º Temporada                     |
| Intérprete                       | Personagem                       |
| -------------------------------- | -------------------------------- |
| Iran Malfitano                   | Sérgio                           |
| Karol Rodrigues                  | Letícia                          |
| Cariúcha                         | Faby (A Bonita Pra Caramba)      |
| Christian Malheiros              | Jota (Jornalista)                |
| Kiko Pissolato                   | Marinho                          |
| Carol Loback                     | Jeruza                           |
| Pedro Blanc                      |                                  |

## Episódios

### Resumo
| Temporada | Temporada | Episódios | Exibição              | Exibição              |
| Temporada | Temporada | Episódios | Estreia da temporada  | Final da temporada    |
| --------- | --------- | --------- | --------------------- | --------------------- |
|           | 1         | 7         | 17 de janeiro de 2024 | 17 de janeiro de 2024 |